# Gas illuminante

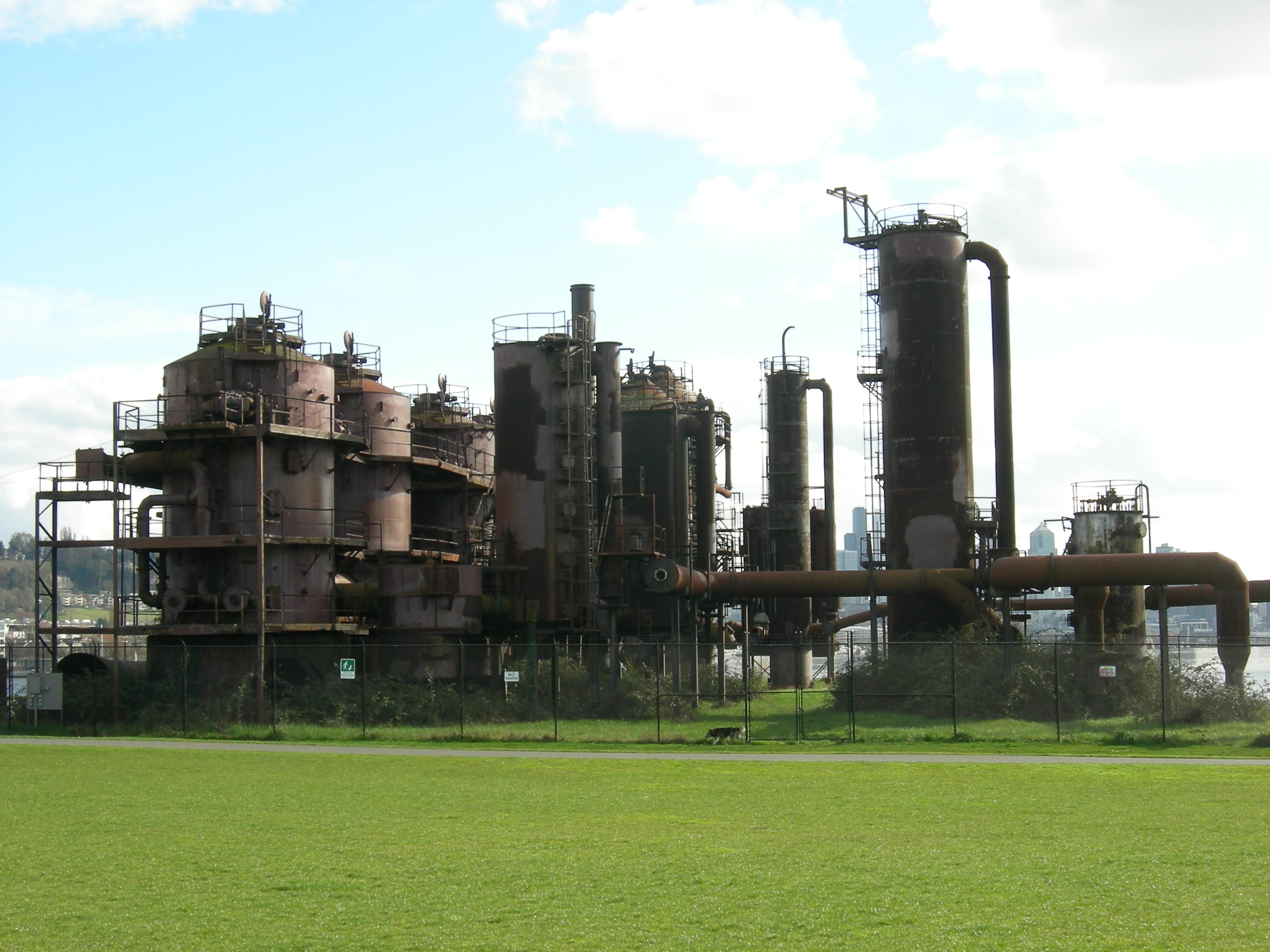
Un impianto per la produzione del gas illuminante degli Stati Uniti d'America.

Il termine gas illuminante (o gas di città) si riferisce al gas ottenuto per distillazione del litantrace, che opportunamente scaldato si trasforma in carbone spugnoso (detto coke), liberando nel contempo una miscela di gas che (opportunamente depurata) poteva essere utilizzata per l'illuminazione. Questo processo di produzione fu messo a punto da Samuel Clegg.
La composizione tipica della miscela di gas così prodotta era: 50% di idrogeno, 35% metano, 10% monossido di carbonio e 5% etilene.

## Storia
Il gas illuminante veniva impiegato per l'illuminazione pubblica notturna, previo accumulo nei gasometri e distribuzione lungo le strade tramite sistemi di tubazioni. Inizialmente i lampioni contenevano unicamente dei bruciatori (o "becchi") dai quali fuoriusciva il gas e dava origine a una fiamma per diffusione. La luminosità era prodotta in massima parte dalle impurità carboniose (o "polverino") sospese nel gas, che incendiandosi emettevano una luce brillante caratteristica.
Poiché queste impurità erano causa di incrostazioni e depositi lungo le tubazioni e i becchi stessi, i gasisti erano obbligati a quotidiane operazioni di manutenzione; per ovviare al problema si misero a punto tecniche di depurazione sempre più perfezionate.

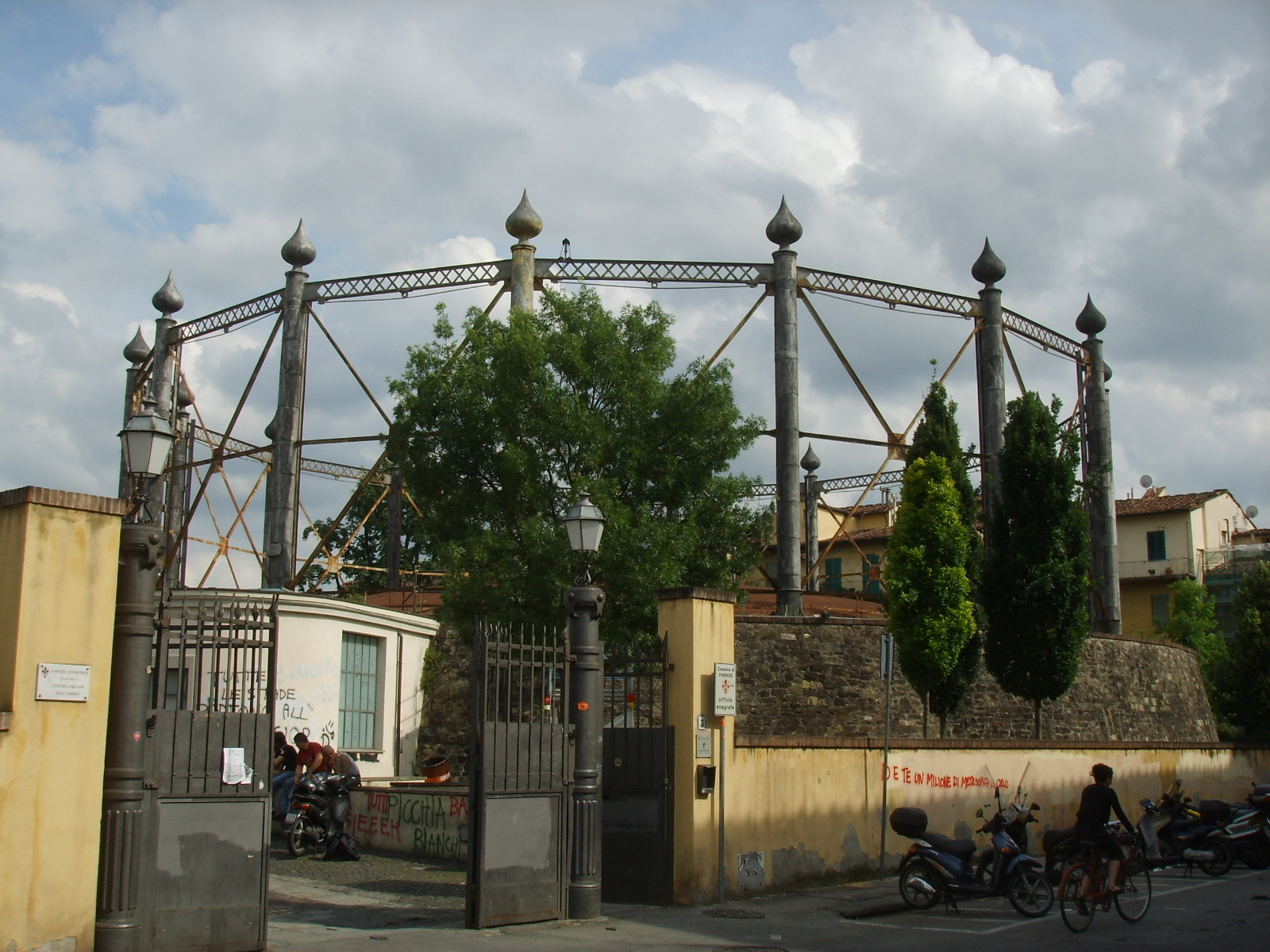
Un tipico scheletro di gasometro

In un secondo momento i lampioni vennero dotati di combustori "a reticella": le reticelle Auer sfruttavano la luminescenza termoindotta di materiali come gli ossidi di torio e di cerio, i quali, grazie al consumo ridotto garantivano un'efficienza decine di volte superiore a quella ottenibile con la fiamma libera del gas illuminante.
La diffusione della corrente elettrica favorì l'uso dell'illuminazione elettrica, per cui il gas, purificato quasi completamente dalle particelle di carbonio, trovò altri impieghi, per esempio nelle cucine, negli scaldacqua, nei ferri da stiro o nei tostacaffè.
La successiva distribuzione di gas naturale, in prevalenza metano, ha portato alla scomparsa del primitivo uso del gas di città. I gasometri vennero disattivati e spesso demoliti, talora lasciando però in piedi gli scheletri metallici che reggevano i recipienti, che col tempo sono diventati monumenti di archeologia industriale.